# Irina Embrich
Irina Embrich (Tallin, 12 de julio de 1980) es una deportista estonia que compite en esgrima, especialista en la modalidad de espada.
Participó en dos Juegos Olímpicos de Verano, obteniendo una medalla de oro en Tokio 2020, en la prueba por equipos (junto con Julia Beljajeva, Erika Kirpu y Katrina Lehis), y el cuarto lugar en Río de Janeiro 2016, en la misma prueba. En los Juegos Europeos de Bakú 2015 obtuvo una medalla de plata en la prueba por equipos.
Ganó seis medallas en el Campeonato Mundial de Esgrima entre los años 2002 y 2025, y ocho medallas en el Campeonato Europeo de Esgrima entre los años 2003 y 2024.

## Palmarés internacional
| Juegos Olímpicos   | Juegos Olímpicos        | Juegos Olímpicos  | Juegos Olímpicos   |
| Año                | Lugar                   | Medalla           | Prueba             |
| ------------------ | ----------------------- | ----------------- | ------------------ |
| 2020               | Tokio (Japón)           | Medalla de oro    | Espada por equipos |
| Campeonato Mundial |                         |                   |                    |
| Año                | Lugar                   | Medalla           | Prueba             |
| 2002               | Lisboa (Portugal)       | Medalla de plata  | Espada por equipos |
| 2006               | Turín (Italia)          | Medalla de plata  | Espada individual  |
| 2007               | San Petersburgo (Rusia) | Medalla de bronce | Espada individual  |
| 2014               | Kazán (Rusia)           | Medalla de plata  | Espada por equipos |
| 2017               | Leipzig (Alemania)      | Medalla de oro    | Espada por equipos |
| 2025               | Tiflis (Georgia)        | Medalla de bronce | Espada individual  |
| Juegos Europeos    |                         |                   |                    |
| Año                | Lugar                   | Medalla           | Prueba             |
| 2015               | Bakú (Azerbaiyán)       | Medalla de plata  | Espada por equipos |
| Campeonato Europeo |                         |                   |                    |
| Año                | Lugar                   | Medalla           | Prueba             |
| 2003               | Bourges (Francia)       | Medalla de plata  | Espada por equipos |
| 2007               | Gante (Bélgica)         | Medalla de bronce | Espada individual  |
| 2012               | Legnano (Italia)        | Medalla de bronce | Espada por equipos |
| 2013               | Zagreb (Croacia)        | Medalla de oro    | Espada por equipos |
| 2015               | Montreux (Suiza)        | Medalla de plata  | Espada por equipos |
| 2016               | Toruń (Polonia)         | Medalla de oro    | Espada por equipos |
| 2018               | Novi Sad (Serbia)       | Medalla de bronce | Espada por equipos |
| 2024               | Basilea (Suiza)         | Medalla de oro    | Espada individual  |